# Peptide
I peptidi sono una classe dei composti chimici, le cui molecole hanno peso molecolare inferiore ai 5 000 dalton, costituiti da una catena estremamente variabile di amminoacidi uniti tra di loro attraverso un legame peptidico (o carboamidico).
I peptidi più corti sono i dipeptidi, costituiti da due aminoacidi uniti da un solo legame peptidico; i polipeptidi costituiti da poche unità sono comunemente denominati oligopeptidi. 
Rare proteine sono formate da un solo peptide, altre da più peptidi aggregati, altre ancora da uno o più peptidi uniti a una molecola non peptidica, detta gruppo prostetico. La catena primaria di un polipeptide (escludendo quindi gli eventuali gruppi prostetici) costituisce la struttura primaria di una proteina.
Tra i peptidi troviamo l'ossitocina (ormone neuroipofisario), le bradichinine (antinfiammatorio tissutale), gli ormoni (o fattori) ipotalamici (che favoriscono/inibiscono la sintesi di ormoni ipofisari), il glutatione, le encefaline (analgesici naturali prodotti nel sistema nervoso centrale).
Recenti scoperte hanno dimostrato che alcuni peptidi sono in grado di modulare funzioni fisiologiche dell'organismo umano e animale, per questo definiti peptidi bioattivi. Tra le funzioni che essi possono svolgere: antipertensiva, immunomodulatoria, antimicrobica, mineral carrier, antivirale. Peptidi bioattivi (es. antipertensivi, cioè con funzione ACE-inibitore) possono essere naturalmente presenti o aggiunti in alimenti funzionali.

Tetrapeptide

## Nomenclatura
Il numero di peptidi che si possono formare dagli aminoacidi ordinari è enorme. I residui costituiti da due, tre, quattro a più aminoacidi sono denominati facendo precedere al termine "peptide" il prefissoide derivato dal numero greco corrispondente ("dipeptidi", "tripeptidi", "tetrapeptidi", "polipeptidi").
Un peptide viene denominato iniziando con il nome dell'aminoacido che ha il gruppo amminico libero, sostituendo con il suffisso "il" la desinenza "ina". Si continua poi con tale sostituzione per tutti gli amminoacidi della catena, fino all'ultimo aminoacido, che mantiene invece il nome normale. Per es., un tripeptide formato da glicina, acido aspartico e alanina, in cui la glicina è l'aminoacido con il gruppo aminico (-NH2) libero, e l'alanina l'aminoacido con il gruppo carbossilico (-COOH) libero, si chiamerà "glicil-aspartil-alanina".

## Peptoni
Le proteine che ingeriamo con il cibo vengono idrolizzate, cioè scomposte in parti più piccole, dai succhi gastrici e pancreatici e trasformate in peptoni, catene di amminoacidi. Lo stesso effetto si può ottenere facendo bollire una proteina in presenza di acidi.
I peptoni sono catene amminoacidiche unite a lipidi (in basse concentrazioni) e a ceneri e presentano un pH tra 6,8 a 7,1.
In microbiologia, i peptoni sono utilizzati per la produzione di terreni di coltura complessi e biodegradabili.